# Вулиця Зарічна (Черкаси)
Вулиця Зарі́чна — одна з вулиць у місті Черкаси. Знаходиться у мікрорайоні Дахнівка і є його та загальноміською крайньою північно-західною вулицею.

## Розташування
Вулиця починається від вулиці Набережної і простягається на південний захід до вулиці Поліської.

## Опис
Вулиця неширока та неасфальтована, забудована приватними будинками, які розташовані лише по лівому боці. Права сторона вулиці виходить до канави, яка на півночі впадає до річки Бігуча.

## Історія
До 1983 року вулиця називалась Сосновою через її розташування біля лісових масивів Черкаського бору, а після приєднання села Дахнівка до міста Черкаси була перейменована на сучасну назву через те, що знаходиться за річкою Бігуча.